# FutureSex/LoveSounds
FutureSex/LoveSounds는 미국의 가수 저스틴 팀버레이크의 두 번째 정규 앨범으로, 2006년 9월 12일 자이브 레코드를 통해 발매되었다. 앨범은 미국에서 발매 첫 주 684,000만 장을 팔아 빌보드 200 1위로 데뷔했으며, 400만 장 이상이 팔렸다. 세계적으로는 700만 장 이상이 팔렸다. 앨범의 싱글 "SexyBack", "My Love", "What Goes Around... Comes Around"는 모두 빌보드 핫 100 1위를 달성했다.

## 수록곡
1. "FutureSex/LoveSound"
2. "SexyBack" (featuring Timbaland)
3. "Sexy Ladies/Let Me Talk to You (Prelude)"
4. "My Love" (featuring T.I.)
5. "LoveStoned/I Think She Knows (Interlude)"
6. "What Goes Around.../...Comes Around (Interlude)"
7. "Chop Me Up" (featuring Timbaland and Three 6 Mafia)
8. "Damn Girl" (featuring 윌 아이 엠)
9. "Summer Love/Set the Mood (Prelude)"
10. "Until the End of Time"
11. "Losing My Way"
12. "(Another Song) All Over Again"

## 차트
| 차트 (2006)               | 최고 순위 |
| ------------------------- | --------- |
| 오스트레일리아 앨범 차트  | 1         |
| 오스트리아 앨범 차트      | 5         |
| 벨기에 플랜더스 앨범 차트 | 5         |
| 벨기에 왈로니아 앨범 차트 | 4         |
| 캐나디안 앨범 차트        | 1         |
| 네덜란드 앨범 차트        | 4         |
| 덴마크 앨범 차트          | 3         |
| 핀란드 앨범 차트          | 5         |
| 프랑스 앨범 차트          | 5         |
| 독일 앨범 차트            | 3         |
| 헝가리 앨범 차트          | 20        |
| 아일랜드 앨범 차트        | 1         |
| 이탈리아 앨범 차트        | 7         |
| 일본 오리콘 앨범 차트     | 18        |
| 뉴질랜드 앨범 차트        | 4         |
| 노르웨이 앨범 차트        | 5         |
| 폴란드 앨범 차트          | 29        |
| 포르투갈 앨범 차트        | 20        |
| 스페인 앨범 차트          | 30        |
| 스웨덴 앨범 차트          | 2         |
| 스위스 앨범 차트          | 2         |
| 영국 음반 차트            | 1         |
| 미국 빌보드 200           | 1         |
| 미국 탑 알앤비/힙합 앨범  | 1         |

| 차트 (2006)                   | 순위 |
| ----------------------------- | ---- |
| 오스트레일리아 어반 앨범 차트 | 7    |
| 스위스 앨범 차트              | 27   |
| 미국 빌보드 200               | 18   |
| 미국 탑 알앤비/힙합 앨범      | 13   |
| 차트 (2007)                   | 순위 |
| 오스트레일리아 어반 앨범 차트 | 1    |
| 스위스 앨범 차트              | 14   |
| 미국 빌보드 200               | 7    |
| 미국 탑 알앤비/힙합 앨범      | 10   |
| 차트 (2008)                   | 순위 |
| 미국 빌보드 200               | 126  |
| 미국 탑 알앤비/힙합 앨범      | 65   |

| 차트 (2000–09)  | 순위 |
| --------------- | ---- |
| 미국 빌보드 200 | 60   |